# Arenophryne rotunda
Az Arenophryne rotunda a kétéltűek (Amphibia) osztályának békák (Anura) rendjébe, a Myobatrachidae családba, azon belül a Arenophryne nembe tartozó faj.

## Előfordulása
Ausztrália endemikus faja. Ausztrália Nyugat-Ausztrália államában, a parti fehér homokos dűnéken, a Dirk Hartong-sziget északi csúcsától az Edel Land-félszigetig, a tengerszinttől 150 m-es magasságig honos.

## Megjelenése
Közepes termetű békafaj, a hímek testhossza 26–30 mm, a nőstényeké 28–33 cm, testtömege 2–8 gramm. Háta fehér vagy szürke, többnyire fekete, de néha vörös színű foltokkal és pettyekkel tarkítva. Háta közepén gyakran vékony, krémszínű csík fut végig. Hasa fehér, közepén nagy méretű sötét folttal. Pupillája vízszintes elhelyezkedésű, írisze arany színű. Mellső és hátsó lábfejei úszóhártya nélküliek; ujjai végén nincsenek korongok. Ujjai szélesek és rövidek, az ásáshoz alkalmazkodtak. A legtöbb Ausztráliában élő ásóbékával ellentétben, melyek hátsó felükkel ássák be magukat, az Arenophryne rotunda fejjel előre ássa be magát a homokba. Emiatt feje jellegzetesen széles, orrcsúcsán az ásáshoz védelmet nyújtó védőpárna helyezkedik el.

## Életmódja
A párzás ősszel, a téli esők beköszönte előtt, valamint téltől tavaszig következik be. Nagy méretű, akár az 5 mm-t is elérő krémfehér petéit a nedves, homokos üregekbe, petefüzérekben rakja le, akár 80 cm mélyre. Fejlődése során nincs a hagyományos értelemben vett ebihal-fázis; a teljes kifejlődés a petékben történik körülbelül két hónap alatt, a petékből egyből apró békák kelnek ki.

## Természetvédelmi helyzete
A vörös lista a nem fenyegetett fajok között tartja nyilván. Védett a Shark Bay területén, annak világörökségi besorolása miatt, valamint a Kalbarri Nemzeti Parkban és a Zuytdorp Nemzeti Parkban.